# Sova räv
Sova räv är en svensk TV-film från 1982, skriven av Ragnar Strömberg, regisserad av Gun Jönsson, filmad av Bille August och producerad av Bert Sundberg för SVT. I rollerna syns bland annat den då 17-årige Niels Jensen, Börje Ahlstedt, Christina Schollin, Mona Malm, Ernst Günther, Lars Lind, Rolf Skoglund och Örjan Ramberg.

## Handling
Sova räv handlar om de fyra ungdomarna Fredrik, Johan, Micke och Katarina, spelade av Peter Sjöquist, Niels Jensen, Andreas Höghede och Monica Alhonen. De har alla på sitt sätt blivit svikna av sina föräldrar. De lever ett utagerande liv tillsammans, sökande efter sin identitet och i ständigt trots mot vuxenvärlden. Johan och Fredrik är rivaler om Katarina, vilket skapar ett triangeldrama som bland annat mynnar ut i att Fredrik vid ett tillfälle blir knivskuren av Johan. Hela tiden finns våldet och övergreppet där som en självklar del av livet. Parallellt berättas historien om det populistiska högerpartiet MP-partiet som har börjat få allt fler sympatisörer. Johans pappa agerar som deras advokat och Katarinas pappa, som är TV-journalist, har följt hela deras väg till makten.
Johan har fått Micke att göra en hemmagjord bomb som han tänker använda för att attackera ledaren för partiet under ett möte. Han har också tänkt börja handla med droger varför gruppen beger sig till klubben KOMA. Klubbens ägare, spelad av Örjan Ramberg, bjuder de fyra på kokain varefter de beger sig till partimötet. Precis när partiledaren går upp på scenen slänger Johan bomben som dödar honom. Panik utbryter och i tumultet blir Katarina nedtrampad. Vansinnig jagar Fredrik efter Johan som tar sig tillbaka till klubben KOMA. Där utspelar sig en kamp på liv och död uppe under taket framför ögonen på alla besökarna, däribland Fredriks och Johans föräldrar. Det slutar med att Fredrik blir knivhuggen och faller mot sin död.

## Om filmen
Sova räv har vistas i SVT i november 1982 och i mars 1983.

## Skådespelare
- Peter Sjöquist – Fredrik Segerkranz
- Andreas Höghede – Micke Bergsten
- Monica Alhonen – Katarina Strandell
- Niels Jensen – Johan Jarlgård
- Börje Ahlstedt – Martin Segerkranz, Fredriks pappa
- Christina Schollin – Ylva Segerkranz, Fredriks mamma
- Mona Malm – Helena Bergsten, Mickes mamma
- Ernst Günther – Sture Bergsten, Mickes pappa
- Marian Gräns – Paula Strandell, Katarinas mamma
- Lars Lind – Anders Strandell, Katarinas pappa, tv-reporter
- Marika Lindström – Marianne Jarlgård, Johans mamma
- Jonas Bergström – Patrick Jarlgård, Johans pappa, advokat
- Lennart Tollén – Arne Malm, ledare för MP-partiet
- Rolf Skoglund – Göran Nordh, ledare för tv-programmet Sverige Direkt
- Kåre Mölder – raggare
- Urban Sahlin – sjukvårdare
- Örjan Ramberg – ägare av klubben KOMA
- Lena Madsén – besökare på klubben KOMA
- Gustav Wiklund – besökare på klubben KOMA
- Paulina Finskas – besökare på klubben KOMA
- Patricia Gelin – besökare på klubben KOMA
- Marie Jonsson – besökare på klubben KOMA
- Alla kan-gruppen – medverkande på klubben KOMA

Därutöver medverkade polismän från Stockholmspolisen.

## Musik
- Eggs on Plate – Iggy Pop
- To the Ends of the Earth – Engelbert Humperdinck
- Vill ha dig – Freestyle
- Fantasi – Freestyle
- Allting okej – Noice
- Runaway Boys – Stray Cats
- Ooa hela natten – Attack
- Du lever bara en gång – Noice
- Bedårande barn av sin tid – Noice
- Numbers – Kraftwerk
- Computer World – Kraftwerk
- Night Boat – Duran Duran
- The Voice – The Alan Parsons Project
- Theme – Public Image Ltd.